# The Ghosts of Berkeley Square
The Ghosts of Berkeley Square är en brittisk komedifilm från 1947 i regi av Vernon Sewell. Filmen och romanen No Nightingales, på vilken filmen är baserad, är inspirerad av historierna kring huset på Berkeley Square nr 50, kallat "det mest hemsökta huset i London".

## Rollista i urval
- Robert Morley - Gen. "Jumbo" Burlap / Nawab of Bagwash
- Felix Aylmer - Col. H. "Bulldog" Kelsoe
- Yvonne Arnaud - Millie
- Claude Hulbert - Merryweather
- Abraham Sofaer - Benjamin Disraeli
- Ernest Thesiger - Dr. Cruickshank
- Marie Lohr - Lottie
- Martita Hunt - Lady Mary
- A.E. Matthews - Gen. Bristow
- John Longden - Mortimer Digby
- Ronald Frankau - Tex Farnum